# 积鳞核螺
积鳞核螺（学名：Scalptia crenifera），是新腹足目核螺科Scalptia属的一种。主要分布于台湾，常栖息在泥沙浅海。